# Trigoniulus placidus
Trigoniulus placidus är en mångfotingart som beskrevs av Carl Graf Attems 1930. Trigoniulus placidus ingår i släktet Trigoniulus och familjen Trigoniulidae. Inga underarter finns listade i Catalogue of Life.